# Orange Cyberdefense
Orange Cyberdefense est une filiale d'Orange, spécialisée dans les prestations de services en cybersécurité. L'entreprise a son siège dans le quartier de la Défense, en région parisienne et compte 3 100 collaborateurs à travers le monde.

## Historique
En 2002, Michel Van Den Berghe créé la société Atheos, société spécialisée dans la gestion des identités et de la sécurité des systèmes d’information,.
Orange rachète Atheos en 2014 et la fusionne avec une entité d’Obiane et renomme la société en Orange Cyberdefense. Michel Van Den Berghe est nommé directeur général de la nouvelle filiale. 
En 2019, Orange Cyberdefense fait l'acquisition de l'entreprise néerlandaise SecureLink pour un montant de 515 M€. En 2020, Orange Cyberdefense est valorisée à 2 milliards d'euros. La même année, l'entreprise réalise un chiffre d’affaires de 768 millions d’euros.

## Direction
Depuis le rachat d'Atheos en 2014, Michel Van Den Berghe assure la direction d'Orange Cyberdefense jusqu'en avril 2021, date où il annonce son départ de l'entreprise après l'avoir fondée,. Il est remplacé par Hugues Foulon, qui en devient le PDG.